# Салиште де Помезеу (Бихор)
Салиште де Помезеу (рум. Saliște de Pomezeu) насеље је у Румунији у округу Бихор у општини Рабагани. Oпштина се налази на надморској висини од 247 m.

## Становништво
Према подацима из 2002. године у насељу је живело 154 становника, од којих су сви румунске националности.